# Джек Вільямсон
Джек Вільямсон (англ. Jack Williamson, 29 квітня 1908 — 10 листопада 2006) — американський письменник-фантаст, один із класиків світової наукової фантастики.

## Біографія
Джон Стюарт Вільямсон (англ. John Stewart Williamson) народився 29 квітня 1908 у Бісбі, штат Аризона. Батьки Джона намагалися облаштувати ферму в Мексиці, але виїхали звідти через революцію і влаштувалися в глухому куточку штату Нью-Мексико. Початкову освіту Джеку, його братові і двом сестрам дали батьки; Джек почав відвідувати школу 1920 — пішов одразу в сьомий клас.
1927 один з однокласників дав йому почитати березневий номер журналу «Amazing Stories»  — і відтоді життя Вільямсона виявилося назавжди пов'язане з фантастикою. Особливо йому подобалися твори Абрахама Меррита; наслідування цьому автору стали першими пробами пера письменника-початківця. У грудневому номері «Amazing» за 1928 рік вийшла його перша публікація — оповідання «Металева людина» (англ. The Metal Man), а слідом за цим у «Science Wonder Stories» з'явився його повість «Інший розум» (англ. The Alien Intelligence).
Вільямсон швидко став відомий читачам наукової фантастики і вирішив докласти всіх зусиль аби стати професійним письменником. Він охоче писав у співавторстві, багато публікувався, напрацьовуючи досвід, у різних журналах (зокрема у «Weird Tales»), а 1934 випустив один зі своїх найбільш відомих романів «Космічний легіон» (англ. The Legion of Space), який був продовжений романами «Кометники» (англ. The Cometeers, 1936) і «Один проти легіону» (англ. One Against the Legion, 1939).
1938 Вільямсон розпочав новий цикл романом «Легіон часу» (англ. Legion of Time) і продовжив його романом «Після кінця світу» (англ. After the World's End, 1939).
З настанням «ери Кемпбелла» Вільямсон швидко зрозумів, що опинився в рядах «„старої хвилі“, що сходить зі сцени», і рішуче переглянув свій творчий підхід, зробивши його сучаснішим. Це дозволило йому втриматися серед активно публікованих авторів і ввійти в авторський актив, зібраний Кемпбеллом навколо журналів «Astounding Science Fiction» і на «Unknown».
Протягом 1950-1990-их років Вільямсон продовжує писати, залишаючись одним з визнаних класиків фантастики, завершує освіту, захищає дисертацію, читає курси фантастики в університетах. 1976 він другим з письменників отримує звання лауреат премії «Гросмейстер фантастики», одним з перших був введений до Залу слави наукової фантастики (1996); він удостоєний також премій «Г'юґо», «Неб'юла», Меморіальна премія імені Джона Кемпбелла, і за внесок у фантастику — премій «Космічний жайворонок», імені Брема Стокера, Всесвітньої премії фентезі.
Джек Вільямсон помер 10 листопада 2006 у своєму будинку в місті Порталес (штат Нью-Мексико) у віці 98 років. Незважаючи на свій вік 2005 року опублікував 320-сторінковий роман «Брама Стоугенджа» (англ. «The Stonehenge Gate») (через 75 років після публікації дебютного роману «Зелена дівчина»), а роком пізніше він з'явився та прочитав лекцію на традиційному заході Spring 2006 Jack Williamson Lectureship.

## Гіперпосилання
- Бібліографія на сайті Лабораторія Фантастики [Архівовано 28 січня 2011 у Wayback Machine.]
- Джек Вільямсон в бібліотеці Максима Мошкова
- Williamson at FantasticFiction [Архівовано 31 жовтня 2005 у Wayback Machine.], with bibliography
- John Clute on Jack Williamson [Архівовано 29 жовтня 2001 у Wayback Machine.]
- Твори Jack Williamson у проєкті «Гутенберг»
- Джек Вільямсон на сайті Internet Speculative Fiction Database (англ.)

- Сторінка про Вільямсона на сайті Східного Університету Нью-Мексико [Архівовано 17 січня 2016 у Wayback Machine.] та бібліотека його творів [Архівовано 17 липня 2012 у Wayback Machine.] на тому ж сайті

### Аудіо
- передача про Вільямсона на сайті радіо NPR
- Dimension X: «With Folded Hands»

| Письменник | Це незавершена стаття про письменника. Ви можете допомогти проєкту, виправивши або дописавши її. |